# 石晓华
石晓华（1941年—），女，原籍浙江浦江，生于四川三台，中华人民共和国影视导演。

## 生平
石晓华的父亲是中国共产党党员石西民。抗日战争爆发后，石晓华的父母撤到四川从事革命活动。石晓华在红岩村托儿所长大。每逢过节或者八路军打胜仗时，红岩村会举行联欢活动，石晓华每到这时都会上台演出。
石晓华长大之后，1963年毕业于上海电影专科学校导演系。后来，担任上海天马电影制片厂场记。1977年，任上海电影制片厂副导演，1982年升任导演。
石晓华先后独立执导了《泉水叮咚》、《二十年后再相会》、《性命交关》、《娃娃餐厅》、《情洒浦江》、《神警奇偷》、《笑傲云天》、《都市萨克斯》等十多部电影。
她执导的第一部故事片是《泉水叮咚》，描写了退休工人陶奶奶创办家庭幼儿园的故事，表现了陶奶奶与孩子们之间的纯真感情。该片获得极大成功，荣获文化部1982年优秀儿童故事片奖、1983年第三届中国电影金鸡奖特别奖、第十三届吉福尼国际儿童电影节“意大利共和国总统奖”、印度第三届国际青年电影节最佳影片金像奖、1985年伊朗第十五届国际教育电影节教育类比赛铜牌奖等等，石晓华本人则凭该片荣获“新时期十年电影奖处女作导演荣誉奖”。
石晓华执导的《娃娃餐厅》于1987年获得第二届中国儿童少年电影童牛奖。《情洒浦江》于1991年获得广播电影电视部优秀故事片奖、1993年获得第一届宝钢高雅艺术奖优秀故事片奖。
1997年，石晓华执导了电视剧《儿女情长》，表现上海普通市民生活，获观众好评。
石晓华是上海市政协文化委员会副主任、中国儿童少年电影学会副会长、中国影协第五届理事。

## 作品

### 电影
- 《青建队之歌》（1965年）
- 《泉水叮咚》（1982年）
- 《浪花细沙》（1983年，短片集锦，傅敬恭、石晓华、李歇浦导演）
- 《二十年后再相会》（1984年）
- 《性命交关》（1985年）
- 《娃娃餐厅》（1986年）
- 《偷鱼贼》（1988年）
- 《情洒浦江》（1992年）
- 《神警奇偷》（1992年）
- 《都市萨克斯风》（1994年）
- 《笑傲云天》（1995年）

### 电视剧
- 《绿色柔情》
- 《儿女情长》[1]

## 家庭
- 父：石西民